# Bọ cạp đen An Giang
Bọ cạp đen Việt Nam, bọ cạp đất Việt Nam, bọ cạp rừng Việt Nam  hay bọ cạp chúa (Heterometrus laoticus) là một loài bọ cạp được tìm thấy ở các vùng nhiều than bùn của Việt Nam và Lào. Chúng có thể đạt chiều dài đến 12 cm. Chúng là một loài cộng đồng, nhưng hành vi ăn thịt đồng loại đã từng xảy ra, và nếu bị bắt, chúng có thể cực kỳ hung hãn ngay cả với đồng loại của mình.

## Độc tính
Thay vì là một độc tố gây chết người, nọc độc của bọ cạp có khả năng gây tê liệt. Nọc độc được chưng cất thành thuốc chống lại các loại vi sinh vật. Nó cho kết quả tốt trong xét nghiệm khuếch tán đĩa đối với Bacillus subtilis, Klebsiella pneumoniae, Pseudomonas aeruginosa, và Staphylococcus aureus, trong số những loại khác. Cái kẹp của chúng có thể gây xước tay và viêm sưng. Nọc độc không gây nguy hiểm tới tính mạng, nó chỉ tương đương với vết đốt của một con ong.

## Thực phẩm
Bọ cạp được nuôi để làm thức ăn độc lạ ở Việt Nam. Chúng cũng được dùng để làm rượu rắn (rượu bọ cạp).